# 都城音楽祭
都城音楽祭(みやこのじょうおんがくさい)は、宮崎県都城市の市民ボランティアによる地域活性化プロジェクトの名称。2000年8月14日に行われたウエルネス音楽祭が前身で、2013年6月に活動を開始した。

## 名称
都城音楽祭という名称での開催は、2005年から旧・都城音楽祭実行委員会によって、おもに声楽を中心とした音楽イベントとして行われていたが、2012年2月22日に開催の中止をブログで発表しており、名称と開催場所を改め、2015年のエリザベート・シュワルツコップフ生誕100年を記念し、再開する予定としていた。
2000年に開催されたウエルネス音楽祭が、旧都城音楽祭実行委員会による実行委員会の活動停止と、再開時に名称を変更する旨を表明したことを受け、都城音楽祭として復活した。

## 目的
- おもに都城市の中心市街地の活性化を目的とし、手段として音楽イベントを中心とした様々な企画や情報発信、コミュニティの組織化と運営を通して実現を目指している。

## 組織
- 実行委員会は委員長、副委員長、会計の三役のほか、事務局、組織運営部、企画運営部、広報部、まちづくり部で構成され、それぞれが部会を定期的に行い運営していたが、現在はストリートライブ「まちおん」とサイトで運営されるブログ「七人のブロガー」が進行している。

## 活動内容

### 都城音楽祭
第1回は2013年は11月17日に都城市総合文化ホールMJ大ホールで開催され、GLAY、氷室京介等のサポートドラマーとして知られるトシ・ナガイの率いる Super Twins Band (Gt 本田毅 Gt 西山毅 Ba 西山史晃 Key 永井誠一郎)をバックに、μ-a(ミューア)、西郷輝彦のステージのほか、バイオリニスト山内達哉、三味線とパーカッションユニット温故知新(響座、トシ・ナガイ、Whoopin他の合流で音生力の復活)等で開催された。オープニングアクトには花華かおり、かみもと千春が務めた。

#### ウエルネス音楽祭
2000年8月14日に都城市民会館で開催され、トシ・ナガイを中心に彼のユニットであるDOS、響座との競演が好評を博し、立ち見がでるほどの入りだった。オープニング・アクトは地元バンド「たけのこ」が務めた。司会はDJ POCKY。

### ストリートライブ「まちおん」
毎週土曜日の18時から21時まで、都城市中央通にあるIT産業ビル前のスペースを借り、いわゆる「路上ライブ」を運営する。弾き語りからバンドスタイル、吹奏楽、大道芸などのパフォーマンス等、プロアマ問わず出演でき、客は無料で観覧できる。隣接した多国籍料理レストラン「オーバータイム」で料理・ドリンクを注文でき、さながら屋外ライブハウスと化している(オーバータイムは2018年8月末をもって閉店した。)。また、様々なイベントとの融合を積極的に進めており、「出張まちおん」として機材・アーティストごと出張するスタイルも行っている。